# 波佛
波佛（Bofur）是托爾金小說的虛構人物。
波佛是索林·橡木盾（Thorin Oakenshield）及比爾博·巴金斯十二矮人伙伴的其中一人。他是畢佛（Bifur）的遠親及龐伯（Bombur）的兄弟，並非都靈（Durin）的後裔。有關波佛的事跡並不多。波佛喜歡百果餡及乳酪茶，與畢佛很要好，會奏豎笛及戴黃色兜帽。《哈比人歷險記》裡，他對於乘桶而逃並沒有那麼難受，但在幫助其他同伴脫離小桶時的動作不甚靈活。
波佛在五軍之戰中倖存下來，定居於孤山。他後來在魔戒聖戰時期依然健在。

## 改編描述
在彼得·傑克森執導的《哈比人電影系列》裡，波佛由北愛爾蘭演員詹姆斯·内斯比特飾演。電影裡他是一名礦工，武器為鶴嘴鋤。他參與孤山任務的目的主要是為了湊熱鬧。在索林手下的矮人裡，他是最關心比爾博的人之一。《哈比人：意外旅程》中，波佛於瑞文戴爾的宴會上演唱《The Man in the Moon Stayed Up Too Late》，這首歌是演員内斯比特親自作曲的，歌詞來自托爾金的原著，在《魔戒》裡是佛羅多於躍馬旅店裡唱的歌。
《哈比人：荒谷惡龍》中，波佛由於在長湖鎮喝醉了，沒能跟其他人一同前往孤山，只好留下來照顧受傷的奇力，而後見識了半獸人攻擊巴德家、陶烈兒為奇力療傷以及惡龍史矛革摧毀長湖鎮等場面。在五軍之戰前不久，波佛等四名矮人重新回到孤山和其他人會合。

## 外部連結
- 波佛 （页面存档备份，存于）在時代雜誌上的介紹（英文）
- 網際網路電影資料庫上波佛的資料（英文）